# 하늘바라기속
하늘바라기속(/ˌhiːliˈɒps[미지원 입력]s/, Heliopsis)은 국화과에 속하는 초본식물 속이다. 북아메리카와 남아메리카의 건조한 초원지대에 산다.

## 하위 종
하늘바라기속(Heliopsis)은 다음 종들을 포함하고 있다.
- Heliopsis buphthalmoides
- Heliopsis gracilis
- 하늘바라기 (Heliopsis helianthoides)
- Heliopsis longipes
- Heliopsis oppositifolia
- Heliopsis parvifolia